# ديك غويدري
ديك غويدري هو شخصية أعمال وسياسي أمريكي، ولد في 22 سبتمبر 1929 في جاليانو في الولايات المتحدة، وتوفي في 26 مارس 2014. نشط حزبياً في الحزب الديمقراطي. وقد انتخب عضو مجلس نواب لويزيانا ‏.